# Динар Сербської Країни

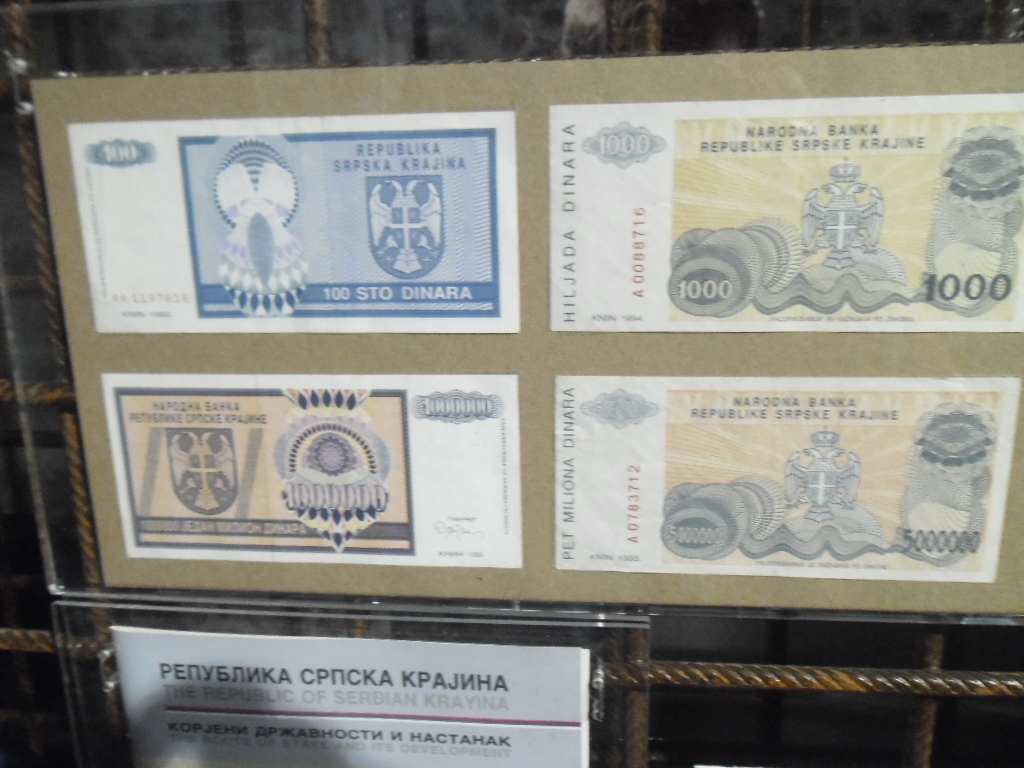
Банкноти РСК

Динар Сербської Країни (серб. Динар Републике Српске Краjине) — грошова одиниця самопроголошеної Республіки Сербська Країна, яка існувала в 1992—1994 роках на територіях Хорватії, окупованих про-сербськими силами. Знаходилася в обігу паралельно з югославським динаром.

## Історія
Випуск банкнот Сербської Країни розпочато в 1991 році, перші грошові знаки (вриjедносни бон) були випущені номіналом 10 000, 20 000, 50 000 динарів у Книні. Написи на купюрах цього випуску виконані кирилицею. Однак в обіг вони не були випущені.
У 1992 році розпочато випуск банкнот Народного банку Республіки Сербська Країна. Дизайн банкнот цього випуску виконаний на кшталт банкнот динара Республіки Сербської зразка 1992 року. Були випущені банкноти 10, 50, 100, 500, 1000, 5000, 10 000 динарів. Банкноти цього та наступних випусків друкувалися в Белграді, написи з одного боку виконані латинським алфавітом, з іншого — кирилицею.
Випуск банкнот цієї серії було продовжено із зазначенням дати «1993». Випущені купюри на 50 000, 100 000, 1 мільйон, 5 мільйонів, 10 мільйонів, 20 мільйонів, 50 мільйонів, 100 мільйонів, 500 мільйонів, 1 мільярд, 5 мільярдів, 10 мільярдів динарів.
1 жовтня 1993 року югославський динар був деномінований 1 000 000:1. Народний банк Республіки Сербська Країна розпочав випуск банкнот другої серії 1993 року, на всіх банкнотах цього випуску зображено фортецю в місті Книн. Випущені банкноти на 5000, 50 000, 100 000, 500 000, 5 мільйонів, 100 мільйонів, 500 мільйонів, 10 мільярдів, 50 мільярдів динарів.
1 січня 1994 року було проведено нову деномінацію югославського динара, 1 000 000 000:1. Напередодні деномінації Народний банк Республіки Сербська Країна випустив банкноти серії 1993 з датою «1994». Було випущено банкноти наступних номіналів: 1000, 10 000, 500 000, 1 мільйон, 10 мільйонів динарів.
24 січня 1994 року в Югославії запроваджено «новий динар», курс якого було прикріплено до німецької марки. «Протоколом про єдність грошового обігу Союзної Республіки Югославія, Республіки Сербської та Республіки Сербська Країна» від 15 лютого 1994 р. встановлювалося, що новий динар є їхньою єдиною грошовою одиницею. Випуск динара Сербської Країни було припинено.
Пропозиції контактної групи щодо врегулювання конфлікту в Хорватії передбачали випуск монет та банкнот Сербської Країни. Однак у травні та серпні 1995 року в ході операцій «Блискавка» та «Буря» більша частина Сербської Країни була зайнята хорватськими військами. На залишках території республіки, що існували до 1998 року як автономії під керівництвом ООН, у обігу використовувався югославський новий динар. 18 червня 1997 року керівником тимчасової адміністрації видано розпорядження про вилучення югославської валюти з обігу. Югославські динари обмінювалися на хорватські куни до 15 вересня 1997 року у співвідношенні 1:1.